# 乌尔其乡
乌尔其乡，是中华人民共和国新疆维吾尔自治区和田地區墨玉县下辖的一个乡镇级行政单位。

## 行政区划
乌尔其乡下辖以下地区：
塔瓦尕孜村、喀热克村、色日克勒克村、帕塔艾格勒村、乔坎吉勒尕村、托格拉克阿勒迪村、米来提艾日克村、阿力米勒克村、乌尔其村、阿瓦提村、伊斯拉木阿瓦提村、霍什阿瓦提村、巴扎博依村、玉吉米力克村、希坎尔库木什村、喀让古托格拉克村、亚勒古孜吾尕勒村、铁热克博斯坦村和色格孜勒克村。